# Apanteles acron
Apanteles acron är en stekelart som beskrevs av Nixon 1967. Apanteles acron ingår i släktet Apanteles och familjen bracksteklar. Inga underarter finns listade i Catalogue of Life.